# Croton medians
Espèce
Croton medians est une espèce de plantes à fleurs du genre Croton et de la famille Euphorbiaceae présente au Brésil (Minas Gerais, Mato Grosso).
Il a pour synonyme :
- Oxydectes medians, (Müll.Arg.) Kuntze